# Dominikia cristaticeps
Dominikia cristaticeps är en skalbaggsart som först beskrevs av Pierre Lesne 1906.  Dominikia cristaticeps ingår i släktet Dominikia och familjen kapuschongbaggar. Inga underarter finns listade i Catalogue of Life.